# Hasenhetze

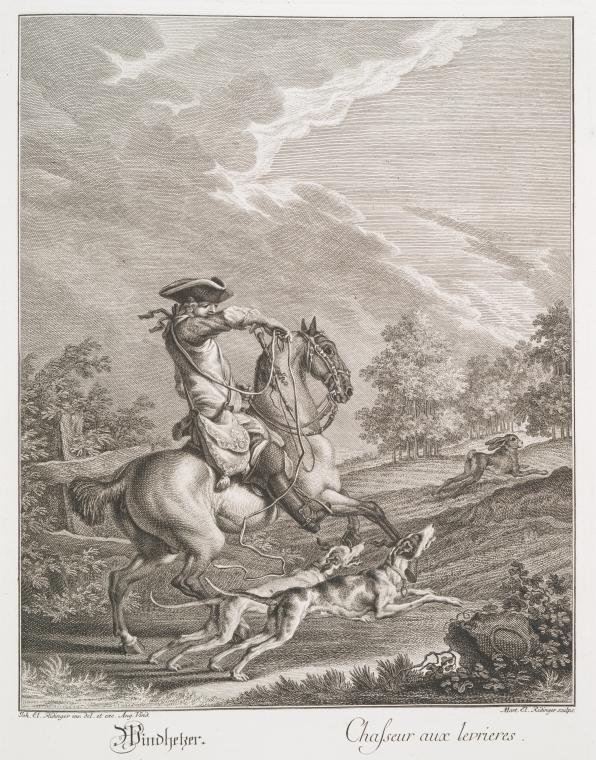
Berittener mit umgehängtem Hetzriemen lässt die Windhunde vom Hetzstrick, damit sie den Hasen fangen – von Ridinger, um 1740

Die Hasenhetze ist eine Form der Hetzjagd nach Art der Hatz auf Hasen durch Greyhounds oder andere Windhundrassen, die den Hasen auf Sicht und nicht durch Geruch jagen.
Im deutschsprachigen Raum wurde sie, wenn möglich, zu Pferde aber auch zu Fuß betrieben. Dabei wurden die Windhunde an einem „Hetz-Strick“ geführt, welcher seinerseits an einem, dem Jäger umgehängten Hetzriemen befestigt war, um eine Fehlhatz durch zu frühes Losjagen der Hunde zu vermeiden. Erst wenn sich auf einer Entfernung von 50 bis 60 Schritten oder weniger ein Hase zeigte, wurden die Hunde losgelassen. Als üblich und erfolgversprechend wurden hierzu zwei bis drei Windhunde verwendet. Solche, die auch allein erfolgreich waren, schätzte man besonders und nannte sie „Solofänger“, so Hartig. Verbreitet war es auch, den ersteren noch einen weiteren Windhund mit- oder hinterherzuschicken, der darauf dressiert war, die ersteren am Fressen des erjagten Hasen zu hindern; diesen nannte man sinnfälligerweise „Retter“ oder „Schirmer“.
Diese alte Jagdmethode gewann im 19. Jahrhundert als Sportart („Hare coursing“, dt.: Hasenhetze) vor allem in englischsprachigen Ländern,  aber auch in Spanien und Russland an Popularität. Dabei wurde sie häufig in Form eines Wettkampfes durchgeführt. Die größte britische Veranstaltung war der Waterloo Cup, der das letzte Mal 2005 durchgeführt wurde. Dabei soll der Hund seine Kondition und Wendigkeit unter Beweis stellen. Sogenannte „informelle Hasenhetzen“ werden häufig mit dem Ziel durchgeführt, den Hasen zu töten. Der Besitzer des tötenden Hundes erhält häufig eine Geldprämie oder die Jagdbeute.
In den letzten Jahren wurde diese Form der Jagd in den Ländern, in denen sie noch praktiziert wird, kontrovers diskutiert. Während einige sie als eine traditionelle Jagdpraxis verteidigen, sehen andere in ihr eine unnötig grausame Form der Jagdausübung. In England und Wales sind die Hasenhetze als Jagdmethode und „Hare coursing“-Veranstaltungen mit lebenden Hasen seit dem 18. Februar 2005 durch den Hunting Act 2004 verboten. Hasenhetzen werden in anderen Ländern noch in einer regulierten Form praktiziert, bei der häufig eine Beurteilung der Hunde im Vordergrund steht. Zu den Ländern, in denen es eine ungebrochene traditionelle Praxis der Hasenhetze gibt und wo diese Jagdform nicht gesetzlich verboten ist, zählen die Republik Irland, Spanien, Russland und der Westen der USA. In Irland müssen die Windhunde Maulkörbe tragen, damit der Hase nicht getötet wird und die Hasen nach der Jagd wieder in Freiheit entlassen werden können.
Im deutschsprachigen Raum gibt es keine tradierte Form des hare coursings. Die Popularität von Windhunden als Haushund hat jedoch dazu geführt, dass es für diese sogenannte Coursing-Wettkämpfe gibt. Dabei werden künstliche Schlepphasen als Beuteattrappe verwendet.

## Rechtssituation in Deutschland

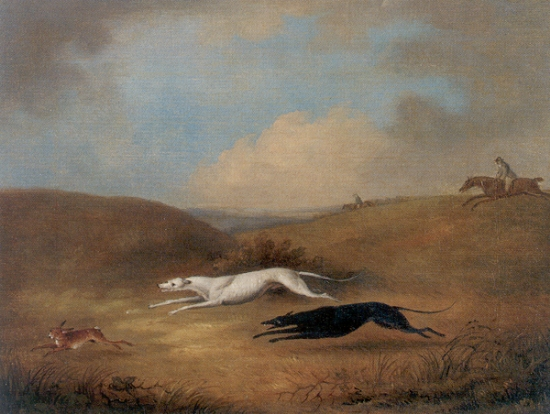
Greyhounds hetzen einen Hasen, Dean Wolstenholme

Gemäß § 19 Abs. 1 Nr. 13 Bundesjagdgesetz ist die Hetzjagd auf Wild verboten. Hackbarth/Lückert geben als (rechtliche) Definition für Hetzjagd an: ...jede Form der Jagd, bei der das gejagte Tier vom hetzenden Tier festgehalten wird, bevor es vom Jäger getötet wird. Da das Beutetier intensiver leidet, bereits vom Windhund getötet zu werden, ist die Hasenhetze als eine Hetzjagd im Sinne des § 19 Abs. 1 Nr. 13 BJagdG anzusehen.
Nach § 3 S. 1 Nr. 8 Tierschutzgesetz ist es verboten, ein Tier auf ein anderes Tier zu hetzen, soweit dies nicht die Grundsätze weidgerechter Jagdausübung erfordern. Demgemäß dürfen beim Coursing keine lebenden Beutetiere verwendet werden. Die Hasenhetze als Jagdmethode war wohl schon vor Inkrafttreten des Reichsjagdgesetzes 1934 unüblich und stellt keine weidgerechte Jagdausübung dar.